# Raza manchega
La manchega es una raza de oveja originaria de la región de La Mancha, en España. La manchega es famosa sobre todo por producir la leche con la que se elabora el queso manchego, un queso de oveja muy popular en España, así como la carne de Cordero manchego, regulada con una IGP.

## Orígenes
La oveja manchega es originaria de la meseta de La Mancha, en Castilla-La Mancha. Los antepasados de la oveja manchega se conocían como Ovis aries ligeries, y emigraron a través de los Pirineos y gran parte del norte de España antes de establecerse finalmente en La Mancha. La raza fue domesticada por los primeros habitantes de La Mancha y criada hasta su estado actual. Los manchegos sólo se criaban entre ellos y rara vez se cruzaban, lo que da como resultado una línea de sangre extraordinariamente pura entre los animales actuales. Como resultado, las características de la manchega han permanecido relativamente inalteradas durante los últimos siglos.

## Características

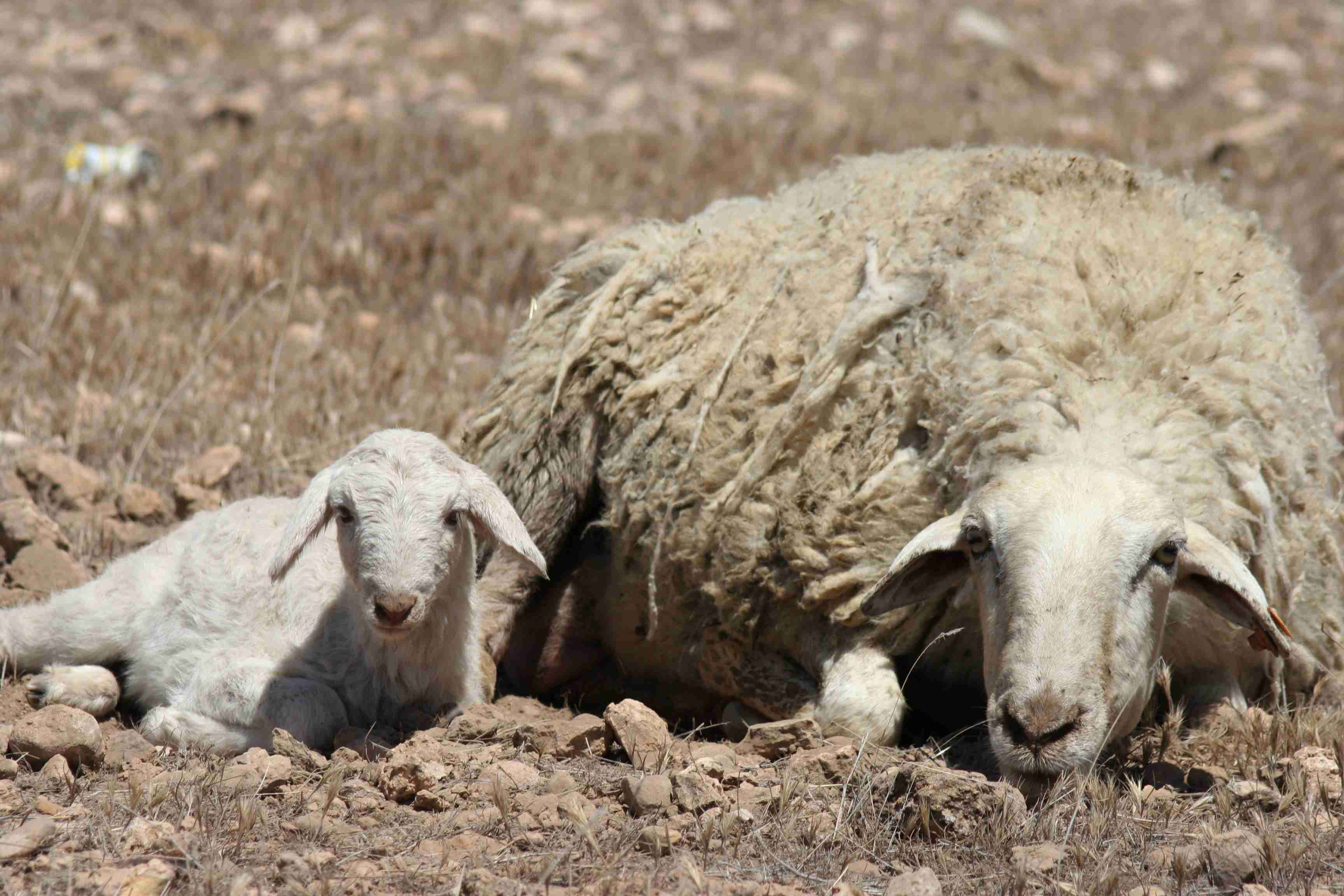
Oveja manchega con su cordero

La manchega es una oveja de tamaño medio, de tipo entrefino. La manchega se presenta en dos colores, blanca y negra, aunque la Manchega blanca constituye la gran mayoría de los animales, con aproximadamente el 90 % de las manchegas poseyendo esta coloración. La oveja es de peso y altura medios, con carneros que pesan típicamente 85-90 kilogramos y miden 76 centímetros de altura, y ovejas que pesan 55-60 kilogramos y miden 68 centímetros de altura. La lana de la manchega tiene una longitud de fibra de unos 14-16 centímetros y un diámetro de fibra de 26-8 micras. Es una raza de lana mediana. También existen tres subtipos diferentes de manchega: la alcarreña (también conocida como manchega pequeña), la montesina y la manchega negra.

## Utilización y cría

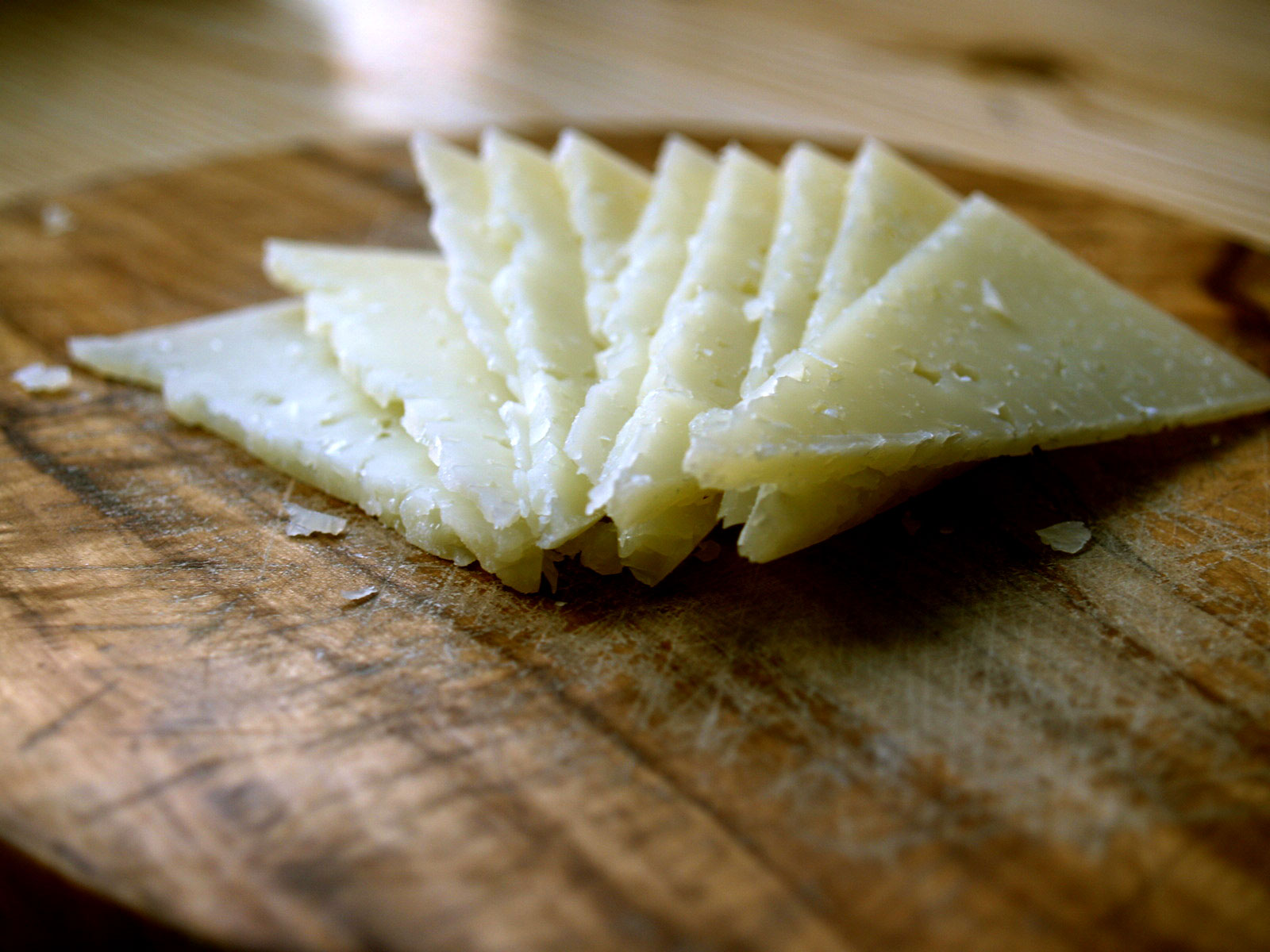
Queso manchego en cuñas

El producto más famoso de la oveja manchega es el queso manchego elaborado con su leche. El verdadero queso manchego debe elaborarse con leche entera de oveja manchega criada en La Mancha. En La Mancha, la oveja manchega se cría principalmente para la producción de leche, pero en otros lugares su uso está más diversificado y también puede criarse para carne.
La manchega tiene una producción anual de leche de unos 100 litros al año, aumentando mucho la producción en los meses de abril, mayo y junio, y disminuyendo consecuentemente el resto del año. El ordeño se suele hacer a mano.
En La Mancha, la manchega se suele criar en rebaños de 100-600 ovejas, aunque se conocen rebaños de hasta 2000 ovejas. Suelen pastar durante todo el año en las llanuras herbosas de La Mancha, aunque pueden alimentarse con piensos suplementarios, especialmente durante la lactancia o la gestación. Su alimentación también suele complementarse en otoño e invierno con ramos de vid y rastrojos de tierras de cultivo.
La genética de la manchega también ha contribuido al desarrollo de otras dos razas: la segureña y la talaverana.